# Cinetón de Esparta
Cinetón de Esparta o Cinetón de Lacedemonia (en griego, Κιναίθων ὁ Λακεδαιμόνιος - Kinaithon ho Lakedaimonios) fue un poeta cíclico espartano que, según cuenta Eusebio, vivió hacia el 765 a. C. 
Cinetón escribió la Telegonía (Τηληγγονία), unas Genealogías, una Heraclea (Ἡράκλεια), una Edipodia (Οἰδιπόδεια), y tal vez la La pequeña Ilíada (Ἰλιὰς μικρά).